# John Ellis (natation)
Pour les articles homonymes, voir John Ellis.
John Ellis, né le 2 mai 1990, est un nageur sud-africain.

## Carrière
John Ellis est médaillé de bronze du 200 mètres nage libre aux Championnats d'Afrique de natation 2006 à Dakar.